# STS–61–C
Az STS–61–C jelű küldetés az amerikai űrrepülőgép-program 24., a Columbia űrrepülőgép 7. repülése.

## Jellemzői
A beépített kanadai Canadarm (RMS) manipulátor kart 50 méter kinyúlást biztosított (műholdak indítás/elfogása, külső munkák [kutatás, szerelések], hővédőpajzs külső ellenőrzése) a műszaki szolgálat teljesítéséhez. Charles Frank Bolden a második afroamerikai pilóta. Franklin Ramón Chang Díaz az első Costa Rica-i származású űrhajós. A fedélzeten utazott Bill Nelson, Florida állam demokrata kongresszusi képviselője, a Pénzügyi Bizottság (NASA költségvetését biztosítja) tagja, későbbi szenátora.

### Első nap
1986. január 12-én a szilárd hajtóanyagú gyorsítórakéták (SRB) segítségével Floridából, a Cape Canaveral (KSC) Kennedy Űrközpontból, a LC39–A jelű indítóállványról emelkedett a magasba. Az orbitális pályája 91,2 perces, 28,5 fokos hajlásszögű, elliptikus pálya perigeuma 331 kilométer, az apogeuma 338 kilométer volt. Felszálló tömeg indításkor 116 664 kilogramm, leszálló tömeg 95 325 kilogramm. Szállított hasznos teher felszálláskor/leszállásnál 14 724 kilogramm
A Rockwell International (Kalifornia) vállaltnál 18 hónapig tartó átalakítási munkálatokat végeztek rajta. Az űrrepülőgép startját többször elhalasztották műszaki- valamint meteorológiai problémák miatt. A hetedik kísérletre sikerült útnak indítani, egyben ez volt az utolsó küldetés a Challenger-katasztrófája előtt.

## Hasznos teher
1. A mikrogravitációs laboratóriumba 12 órás váltásokban kereskedelmi célú kísérleteket, anyag előállítást, csíráztatást, kémiai reakciókat, tojás keltetést, valamint csillagászati, fizikai, légköri vizsgálatokat végeztek.
2. Getaway Special (GAS) – 13 darab tárolótartály az űrrepülő rakterében, melyekben több, kisebb űrkísérleti eszköz szállítható viszonylag alacsony költséggel.
3. Comet Halley Active Monitoring Program (CHAMP) – 35 mm-es kamerával kívántak felvételeket készíteni a Halley-üstökösről. Akkumulátor problémák miatt a kísérlet nem sikerült.
4. Materials Science Laboratory–2 (MSL–2) – agyag kutatás- előállítás (fémek, folyadékok).
5. Experiment (IR–IE) – RCA infravörös képkereső rendszer tesztje (földi és égi célok kiválasztása,   radiometrikus képek [CCTV videorendszer] készítése).
6. mikrogravitáció hatása a képzőművészeti tárgyakra, festményekre.
7. Spacelab Hitchhiker – új hasznos teher szállító rendszer. Kisebb kereskedelmi szolgáltatások elhelyezése, a kutatási- kísérleti feladatok gyors elvégzésére.
8. Orbital Experiment (OEX) – manőverező képesség gyakorlását a világűrbe kihelyezett jelző egység segítette.
9. Hőmérséklet érzékelő kamera – a űrrepülőgép külső felületén (szárny, törzs alatt) keletkezett hőmérsékleti változásokat rögzítette (aerodinamikai jellemzők).
10. Shuttle Entry Air Data System (SEADS) – 14 légnyomásmérő egység az űrrepülőgéppel  szembejövő légáramlást, annak sűrűségét mérte, elősegítve az aerodinamika korrekcióit.

### Műhold
A tehertérben rögzített kommunikációs műholdat a Canadarm (RMS) manipulátor kar segítségével pályairányba állították. A műhold pályairányba állítását követően az űrrepülőgép 13-16 kilométerre eltávolodott. A műholdat a 45 perc múlva automatikusan induló PAM–D2 főmotor sikeresen geoszinkron pályába emelte.

#### Satcom K1
A Satcom telekommunikációs műholdsorozat tagjait eredetileg kifejlesztette és gyártotta az RCA American Communications (RCA Americom).  Működtette a SES Americom (Princeton). A műhold elősegítette a kábeltelevíziós iparág robbanásszerű fejlődését (HBO), 48 államba jutottak közvetített adásai.
A Satcom K2 űregységet az STS–61–B legénysége előbb állított pályairányba. Emelő motorja a PAM–D2 volt, ami nagyobb mint a PAM–D. Megnevezései: RCA Satcom K1 (Radio Corporation of America Satellite Communications); Satcom K1. Kódszáma: SSC 16482. Alakja négyszögletes, súlya: 1925 kilogramm. Háromtengelyesen stabilizált, geostacionárius pályán álló telekommunikációs műhold. Napelemtábláján 5000 prizma érzékelő biztosította a szükséges energiát (800 W). Éjszakai (földárnyék) energiaellátását NiCd (kémiai) akkumulátorok biztosították. Működéséhez szükséges elemekkel fel volt szerelve.
Saját gázfúvókájának segítségével, pályasíkjában több alkalommal végzett korrekciót. Alaphelyzetben 85 fokos hajlásszögű. Várható élettartama a pályán korlátlan (!), 12 évre tervezték aktivitását. 1997. július 2-án befejezte aktív szolgálatát.
Előző  műhold a Satcom K2 (1985-109D), a következő műhold Satcom C1 (1990-100A).

### Hatodik nap
Eredetileg január 16-án kellett volna visszatérnie, de a rossz időjárási viszonyok nem tették lehetővé biztonságos fogadását, helyette január 18-án Kaliforniában az Edwards légitámaszponton (AFB) szállt le. Összesen 6 napot, 2 órát, 3 percet és 51 másodpercet töltött a világűrben. 4 069 481 kilométert (2 528 658 mérföldet) repült, 98 alkalommal kerülte meg a Földet. Egy különlegesen kialakított Boeing 747 tetején visszatért kiinduló bázisára.

## Személyzet
(zárójelben a repülések száma az STS–61–C-ig, azzal együtt)
- Robert Gibson,(2) parancsnok
- Charles Bolden, (1) pilóta
- Franklin Chang Diaz, (1) küldetésfelelős
- Steven Hawley, (2) küldetésfelelős
- George Nelson, (2) küldetésfelelős
- Robert Cenker, (1) rakományfelelős
- Bill Nelson, (1) rakományfelelős

### Tartalék személyzet
Gerard Edward Magilton rakományfelelős. Az RCA Electronics által finanszírozott űrhajós.

### Visszatérő személyzet
- Robert Lee Gibson, (2) parancsnok
- Charles Bolden, (1) pilóta
- Franklin Chang Diaz, (1) küldetésfelelős
- Steven Alan Hawley, (2) küldetésfelelős
- George Nelson, (2) küldetésfelelős
- Robert Cenker, (1) rakományfelelős
- George Driver Nelson, (1) rakományfelelős